# Eva Dawesová
Eva Dawesová, později Spinksová (17. září 1912 Toronto – 30. května 2009), byla kanadská atletka, která soutěžila hlavně ve skoku do výšky. Narodila se v Torontu .
Startovala za Kanadu na LOH 1932 v Los Angeles, ve skoku vysokém kde získala bronzovou medaili. Rovněž se kvalifikovala na letní olympijské hry 1928, ale byla v 15 letech příliš mladá na to, aby se zúčastnila. LOH 1936 se rozhodla bojkotovat, protože se konaly v nacistickém Německu.